# Hoogtepunt (meetkunde)

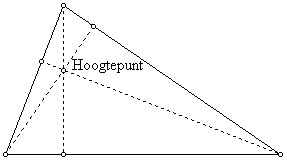

Het hoogtepunt van een driehoek is het snijpunt van de hoogtelijnen van die driehoek.

## Eigenschappen
- Het hoogtepunt van een driehoek is het driehoekscentrum met kimberlingnummer X(4).
- Hoogtepunt, zwaartepunt en het middelpunt van de omgeschreven cirkel van een driehoek liggen op een lijn. Dit is de rechte van Euler.
- Spiegel je het hoogtepunt in de drie zijden van de driehoek, dan liggen de beeldpunten op de omgeschreven cirkel.
- Het hoogtepunt van een driehoek met een rechte hoek ligt op de rechte hoek, heeft de driehoek alleen scherpe hoeken dan ligt het hoogtepunt binnen de driehoek en wanneer de driehoek een stompe hoek heeft erbuiten.
- Het hoogtepunt is het middelpunt van de ingeschreven of van een van de aangeschreven cirkels van de voetpuntsdriehoek. Wanneer het hoogtepunt binnen de cirkel ligt is dat het middelpunt van de ingeschreven cirkel daarvan en wanneer het erbuiten ligt het middelpunt van een van de aangeschreven cirkels ervan.
- De hoekpunten van een driehoek samen met het hoogtepunt vormen een hoogtepuntssysteem.
- Het hoogtepunt is het anticomplement van het middelpunt van de omgeschreven cirkel.

## Coördinaten
- De cartesische coördinaten van het hoogtepunt voor een driehoek met hoekpunten (x1,y1), (x2,y2) en (x3,y3) zijn

{\displaystyle \left({\frac {\left|{\begin{array}{ccc}-x_{2}x_{3}-y_{1}^{2}&y_{1}&1\\-x_{1}x_{3}-y_{2}^{2}&y_{2}&1\\-x_{1}x_{2}-y_{3}^{2}&y_{3}&1\end{array}}\right|}{\left|{\begin{array}{ccc}x_{1}&y_{1}&1\\x_{2}&y_{2}&1\\x_{3}&y_{3}&1\end{array}}\right|}},{\frac {\left|{\begin{array}{ccc}x_{1}&-x_{1}^{2}-y_{2}y_{3}&1\\x_{2}&-x_{2}^{2}-y_{1}y_{3}&1\\x_{3}&-x_{3}^{2}-y_{1}y_{2}&1\end{array}}\right|}{\left|{\begin{array}{ccc}x_{1}&y_{1}&1\\x_{2}&y_{2}&1\\x_{3}&y_{3}&1\end{array}}\right|}}\right).}
Als de hoekpunten op de eenheidscirkel liggen, dan is dit te vereenvoudigen tot (x1 + x2 + x3, y1 + y2 + y3).
- De barycentrische coördinaten van het hoogtepunt zijn met de Conway-driehoeknotatie (SBC:SBC:SAC).